# Narvi (satelit)
Narvi /'nar.vi/ sau Saturn XXXI este un satelit natural al lui Saturn. A fost descoperit de o echipă de astronomi condusă de Scott S. Sheppard în 2003 și a primit denumirea temporară S/2003 S 1.

## Descriere
Narvi are aproximativ 7 kilometri în diametru și orbitează în jurul lui Saturn la o distanță medie de 19.371.000 km în 1006,541 zile, la o înclinație de 136,8° față de ecliptică (109° față de ecuatorul lui Saturn), într-o direcție retrogradă și cu o excentricitate de 0,2990, foarte asemănătoare cu orbita lui Bestla.  Perioada de rotație a lui Narvi este de 10.21±0.02 ore, iar curba sa de lumină are trei minime precum Siarnaq și Ymir. Spre deosebire de ceilalți sateliți triunghiulari, însă, un minim este mult mai mare decât celelalte, iar maximul care este cu o jumătate de perioadă înainte este mult mai mic.

## Numire
A fost numit în ianuarie 2005 după Narfi, un gigant din mitologia nordică. Numele a fost aprobat de Working Group on Planetary System Nomenclature al IAU pe 21 ianuarie 2005.